# Pachynectes hygrotoides
Pachynectes hygrotoides är en skalbaggsart som först beskrevs av Régimbart 1895.  Pachynectes hygrotoides ingår i släktet Pachynectes och familjen dykare. Inga underarter finns listade i Catalogue of Life.